# Tempelbezirk von Puthia
Der um einen See herum angeordnete Tempelbezirk von Puthia im Distrikt Rajshahi, Division Rajshahi, nahe dem nur wenige Tausend Einwohner zählenden Dorf Puthia zählt zu den bedeutendsten erhaltenen Monumenten aus der Zeit der regionalen Dominanz des Hinduismus. Während viele Hindu-Tempel im überwiegend muslimischen Bangladesch (früher Ostbengalen) im Laufe der Zeit zerstört wurden, sind die Bengalischen Tempeln von Puthia noch bemerkenswert gut erhalten. Heute werden sie als bedeutendes nicht-islamisches kulturelles Erbe Bangladeschs angesehen. Längere Zeit waren sie allerdings vom Verfall bedroht.

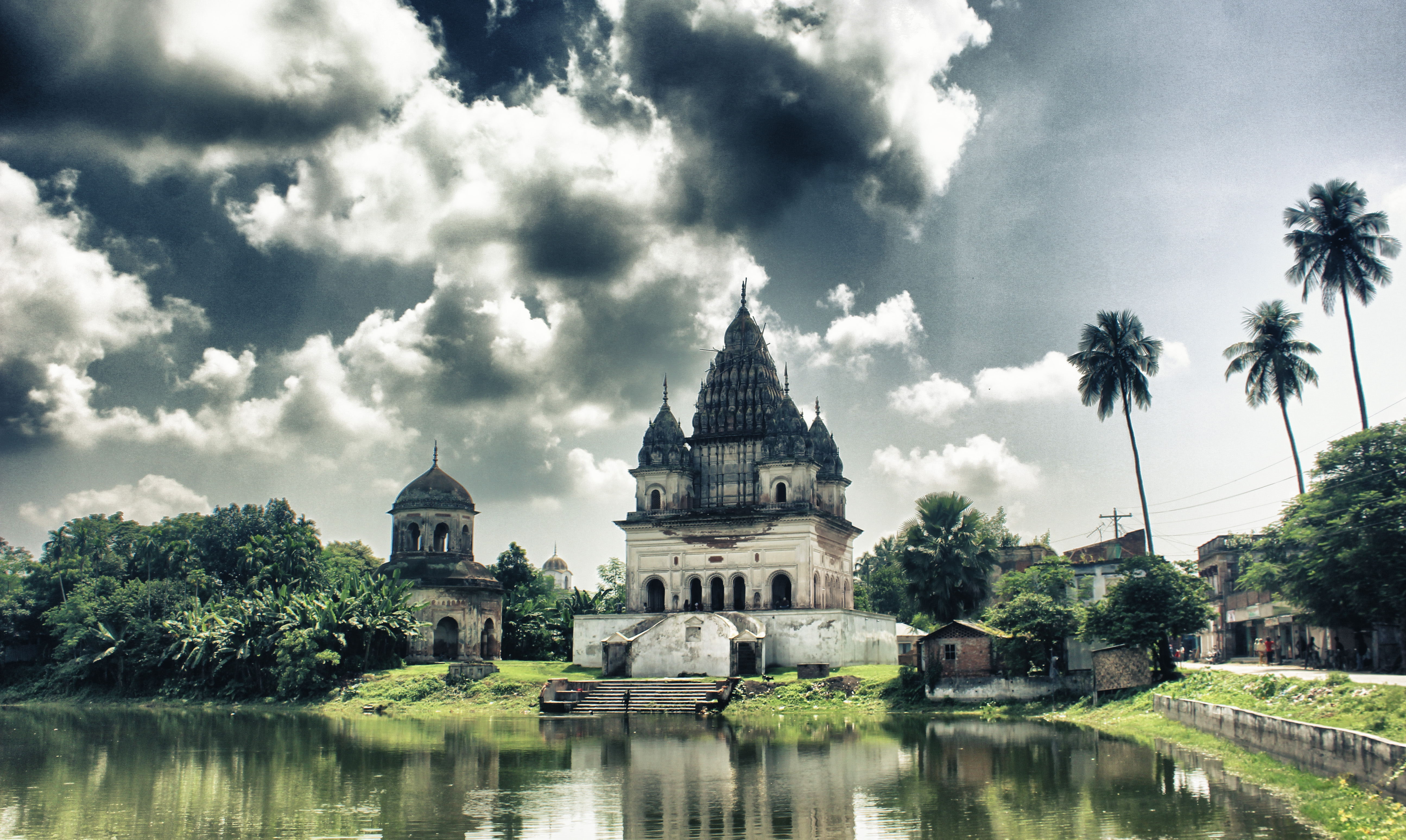
Bhubaneswar-Shiva-Temple in Puthia

## Lage
Die Tempel liegen etwa 27 km (Fahrtstrecke) östlich von Rajshahi und damit nur etwa 35 km von der Grenze zum indischen Bundesstaat West-Bengalen entfernt. Der Ort liegt nur etwa 25 m ü. d. M.

## Geschichte
Die hinduistische Dynastie der Herrscher von Puthia wurde im frühen 17. Jahrhundert von dem in religiösen Dingen manchmal toleranten Mogul-Herrscher Jahangir (reg. 1605–1627) installiert. Die neuen Machthaber machten Puthia zu ihrer Hauptstadt und begannen – neben dem Bau eines im 19. Jahrhundert erneuerten Palastes – unverzüglich mit dem Bau von Tempeln. Bei der Teilung Indiens (1947) wurde die mehrheitlich von Hindus bewohnte Gegend um Puthia dennoch dem islamischen Ost-Pakistan zugeschlagen. Im Verlauf des Bangladesch-Kriegs (1971) kam es zu etlichen Übergriffen auf die Tempelbauten seitens der pakistanischen Armee, doch blieben größere Zerstörungen aus.

## Tempel

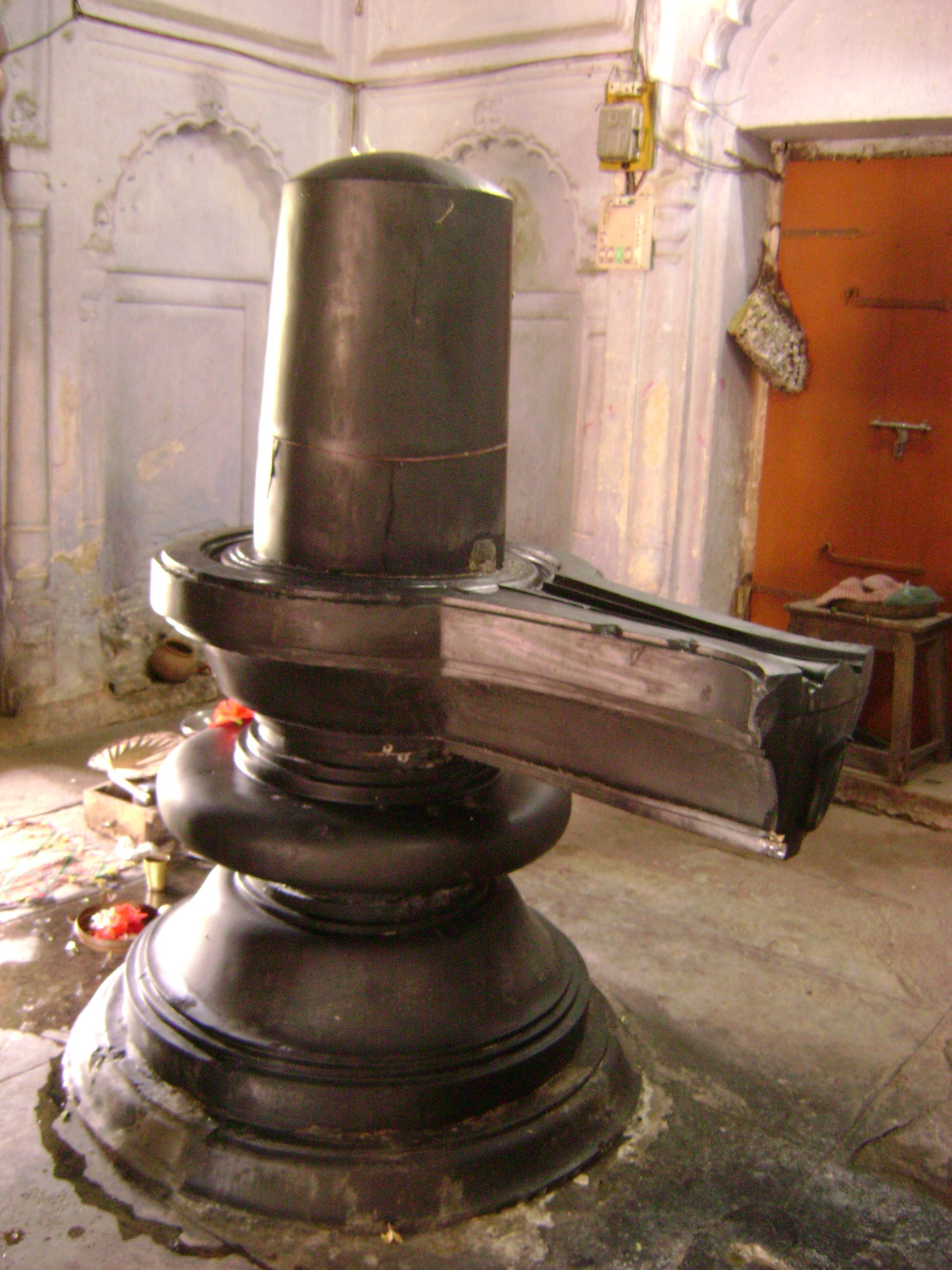
Shiva-Lingam mit Yoni

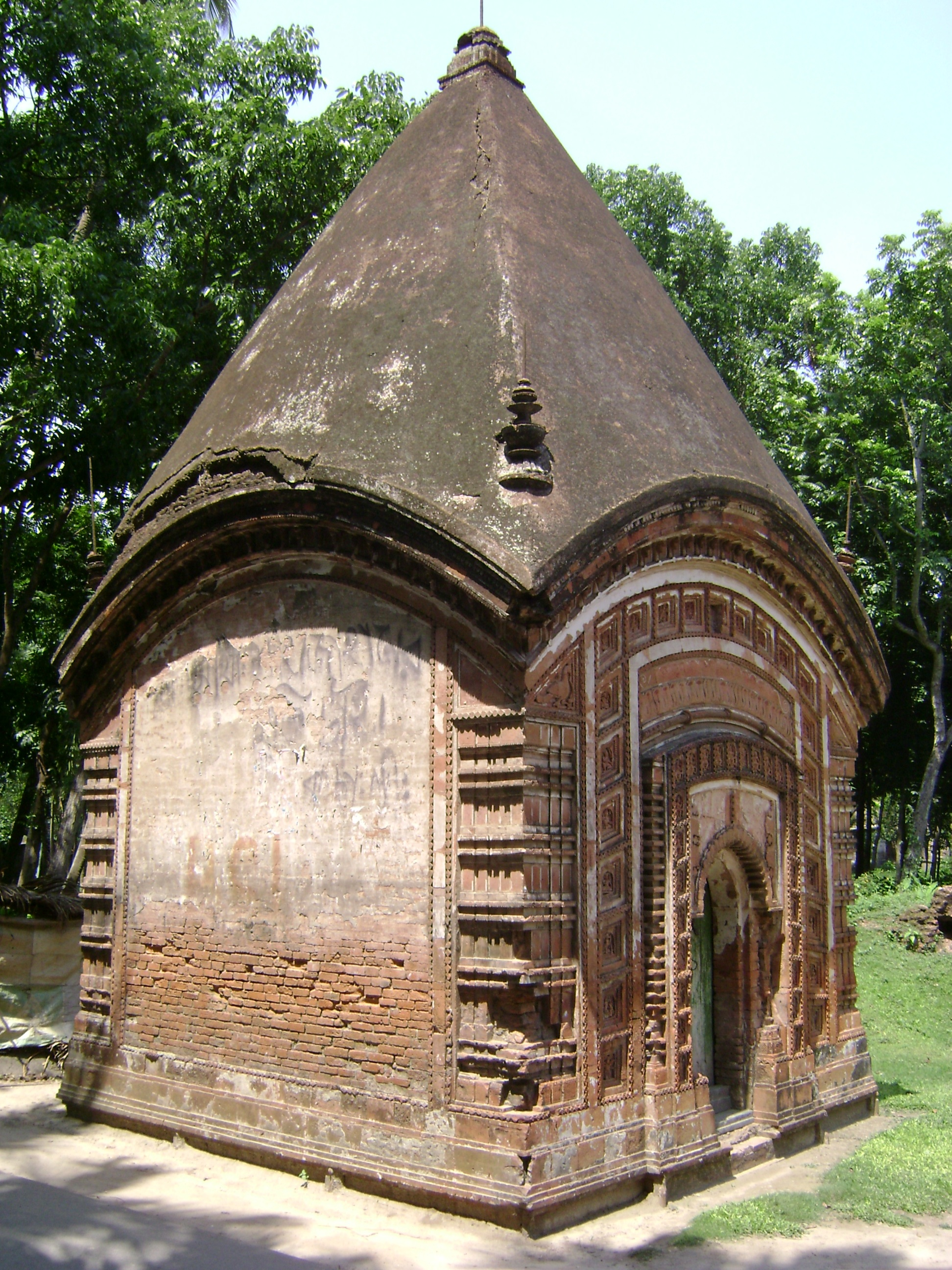
Jagannatha-Tempel

- Das bekannteste Bauwerk ist der im Jahr 1823 auf einer annähernd fünf Meter hohen quadratischen Plattform am Ufer des Shiv-Sagar-Lake erbaute fünftürmige (pancharatna) Bhubaneshwar-Shiva-Tempel. Der ganze Tempel ist zwar aus Ziegelsteinen errichtet, jedoch – als billige Alternative zum teuren und in Bengalen nicht vorkommenden Marmor – verputzt und weiß gestrichen. Auf allen vier Seiten wird das mittlere – nach dem Vorbild vieler älterer bengalischer Tempel gestaltete – dreigeteilte Portal seitlich noch von zwei zweiteren Portalen begleitet (Triumphbogenschema). Dahinter befindet sich ein Umgangsbereich für die rituelle Umschreitung (pradakshina) des Kultbilds in der zentralen und ebenfalls quadratischen Cella (garbhagriha), deren Betreten nur den Brahmanen-Priestern gestattet war. Hier befindet sich auf einem etwa einen Meter hohen gedrechselten und polierten Steinsockel der anikonische Lingam des Gottes, der von einer Yoni, dem ebenfalls anikonischen Sinnbild von Parvati, Shivas Gemahlin, eingefasst ist.
- Der nur wenige Jahrzehnte jüngere, aber ebenfalls fünftürmige, Govinda-Tempel ist dem Gott Krishna geweiht und – anders als der Shiva-Tempel – nicht verputzt. Seine architektonische Gestaltung entspricht viel deutlicher dem traditionellen bengalischen Typ mit dreigeteilten Mittelportalen und einer dekorativen Verkleidung mit Terrakotta-Platten, die neben ornamentalen Schmuckmotiven auch figürliche Darstellungen enthält, was die Hindu-Tempel in der bilderfeindlichen Welt des Islam als ‚heidnische‘ Fremdkörper dastehen lässt. Die Dächer des Tempels und seiner Aufbauten mit ihren herabhängenden Ecken entsprechen dem bengalischen Typus.
- Ältester Tempel von Puthia ist der kleine, nur aus einer umgangslosen Cella bestehende und dem Gott Vishnu bzw. Krishna in seinem Aspekt als ‚Herr der Welt‘ geweihte Jagannatha-Tempel aus dem 16. Jahrhundert. Sein in den Ecken herabhängendes Dach entspricht dem – nur noch selten erhaltenen – einfachen ‚Vier-Dach-Typus‘ (char-shala) der frühen bengalischen Tempel und war in den Ecken – und vielleicht auch an der Spitze – mit kalasha-Krügen überhöht. Die Spitze wird derzeit nur noch von einem ringförmigen amalaka-Stein gebildet. Drei der vier Außenwände sind undekoriert und wurden deshalb nachträglich verputzt.
- Der aus drei Bauteilen bestehende Annika-Tempel (oder Bara Ahnik Mandir) steht gegenüber dem Rajbari-Palast und ist eines der wenigen Beispiele dieser Art in der bengalischen Tempelbaukunst des 18. oder 19. Jahrhunderts – das exakte Entstehungsdatum ist unbekannt. Der mittlere Teil mit seinem dreigeteilten Portal (Triumphbogenschema) entspricht dem Zweidach-Typ (do-shala); die beiden Annexbauten folgen dem alten Vierdachtypus (char-shala). Die Front des Tempels ist mit teilweise figürlichen Terracotta-Reliefplatten dekoriert.
- Der auf quadratischem Grundriss mit einer Seitenlänge von ca. 21 m angelegte, vierfach zurückgestufte Dol-Mandir stammt aus dem 19. Jahrhundert und unterscheidet sich – obwohl auch er aus Ziegelsteinen gemauert ist – in seiner Architektur und in seiner Optik von allen anderen Tempeln Bengalens. So fehlen beispielsweise – mit Ausnahme des Obergeschosses – die ansonsten typischen Bengalischen Dächer oder dekorative Terracotta-Arbeiten; vielmehr finden sich Anklänge an die indo-islamische Architektur, die besonders in den Bögen und der mehrfach unterteilten jamur-Spitze deutlich werden.

## Rajbari-Palast
Der nur etwa 50–200 m von den meisten Tempeln entfernt stehende Rajbari-Palast wurde im Jahr 1895 fertiggestellt; es ist ein repräsentatives zweistöckiges Gebäude mit deutlichen Anklängen an den europäischen Klassizismus. Der mehrere Innenhöfe umschließende Bau wird heute als College genutzt; er befindet sich jedoch in einem schlechten Erhaltungszustand.

## Bilder

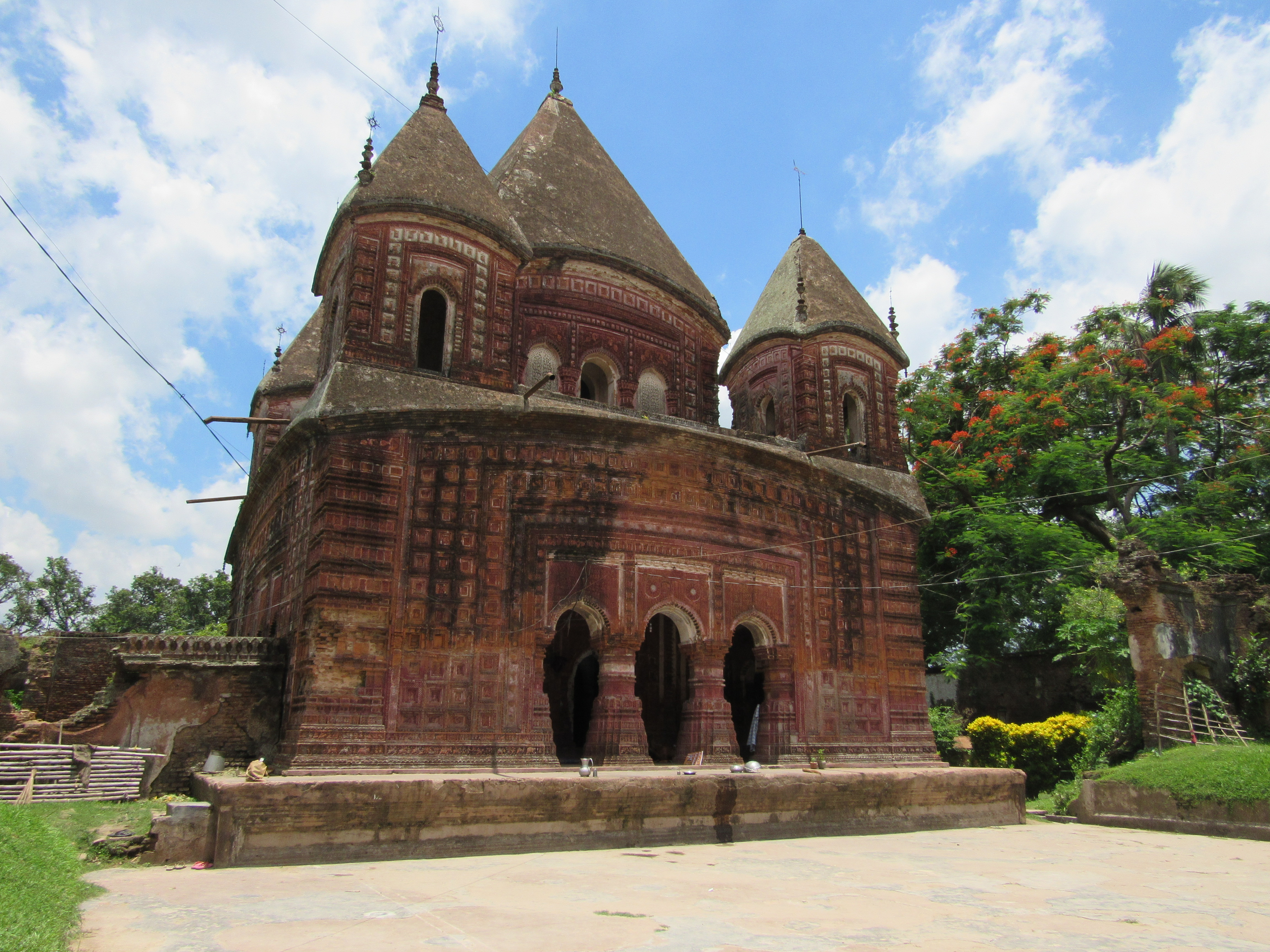
Govinda-Tempel
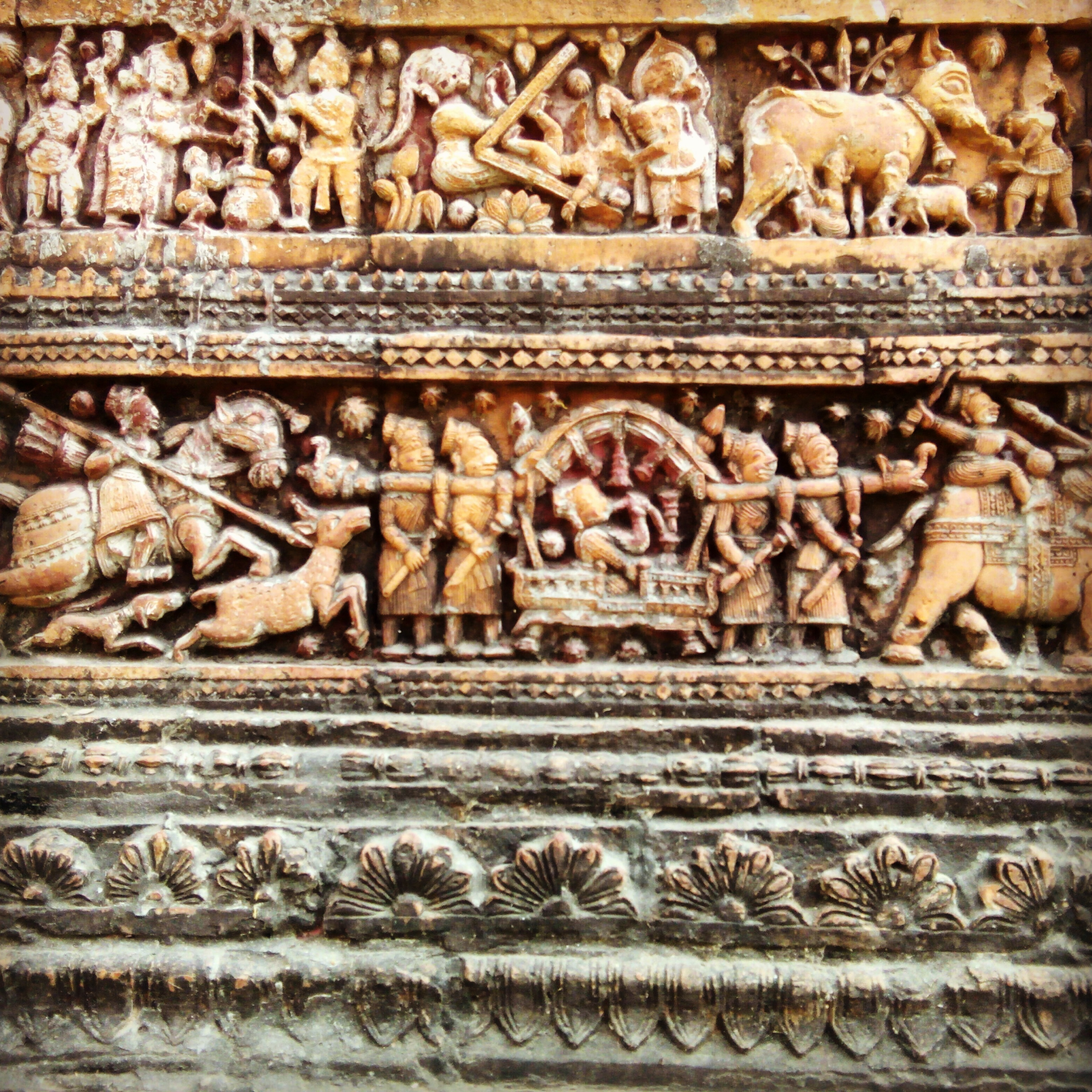
Steinsockel und Terracotta-Reliefs am Govinda-Tempel
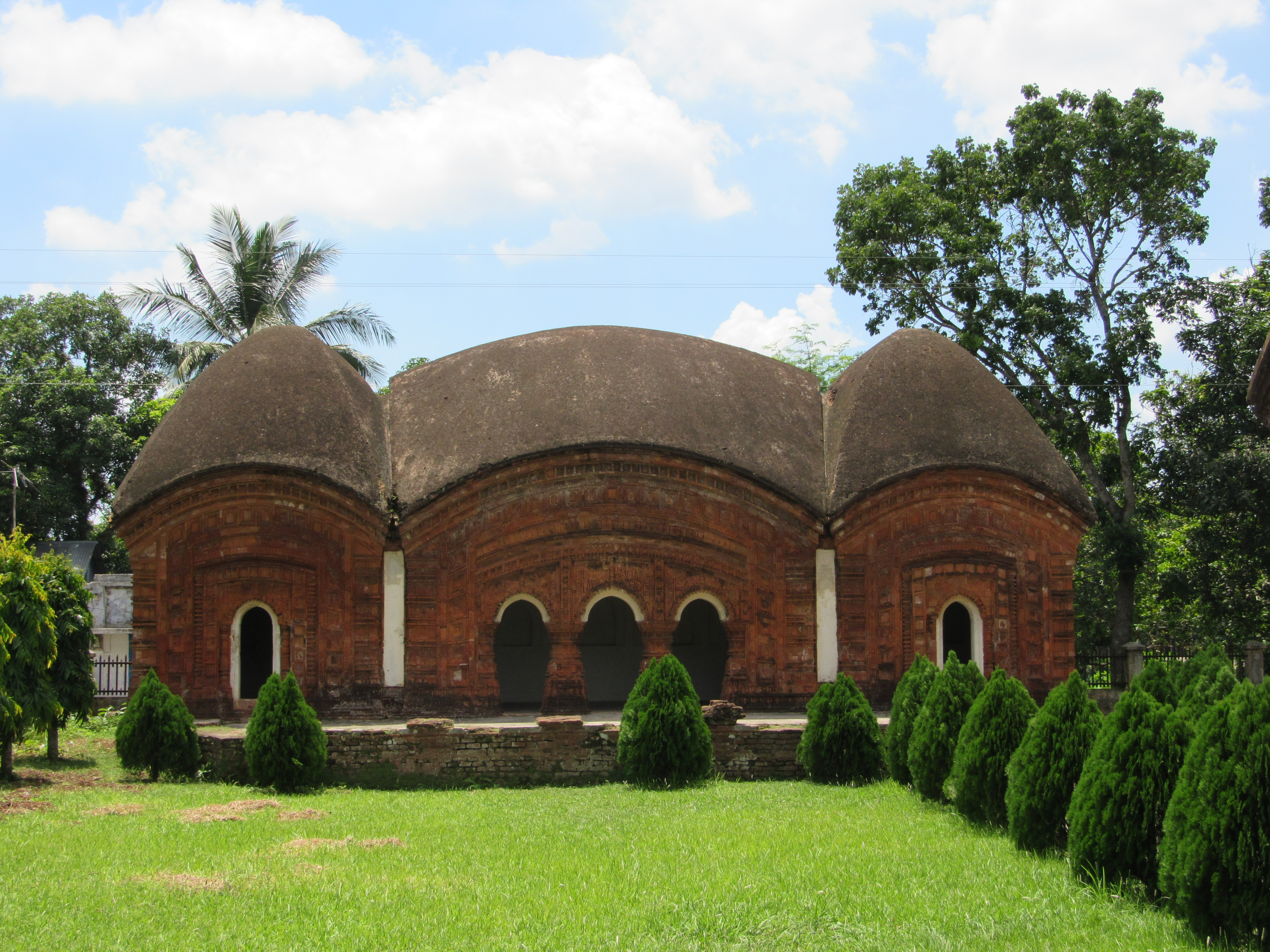
Annika-Tempel
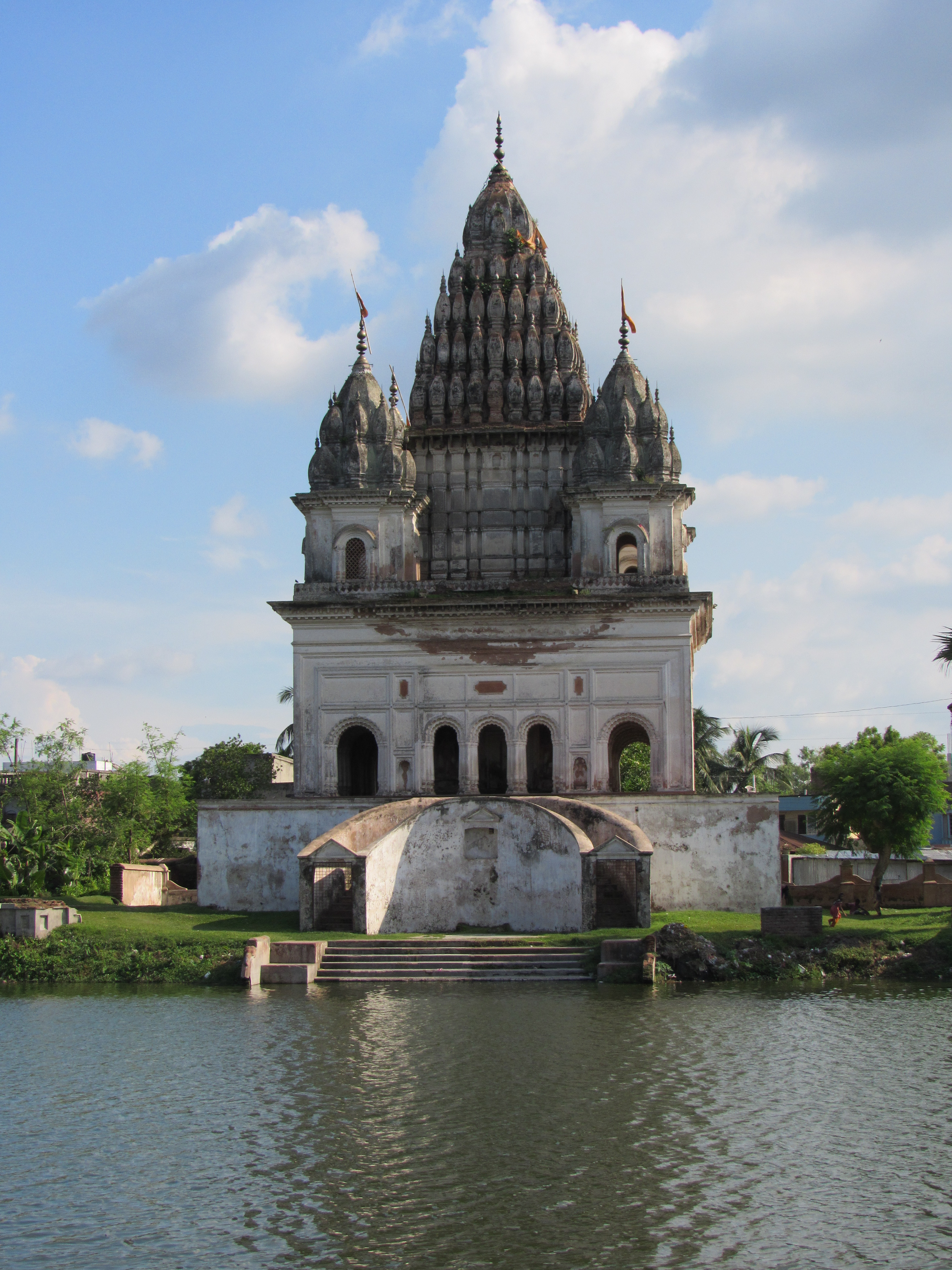
Shiva-Tempel
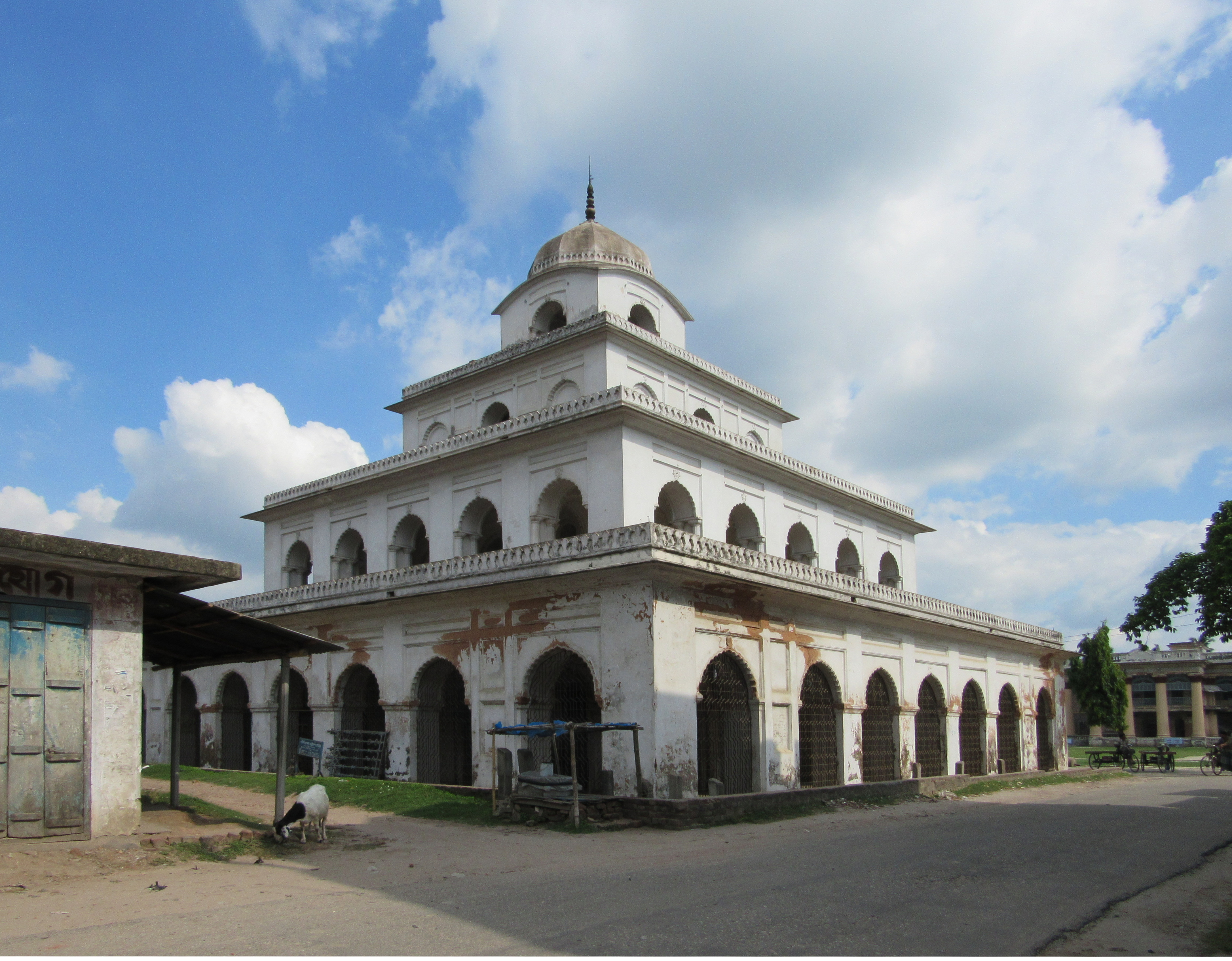
Dol-Mandir
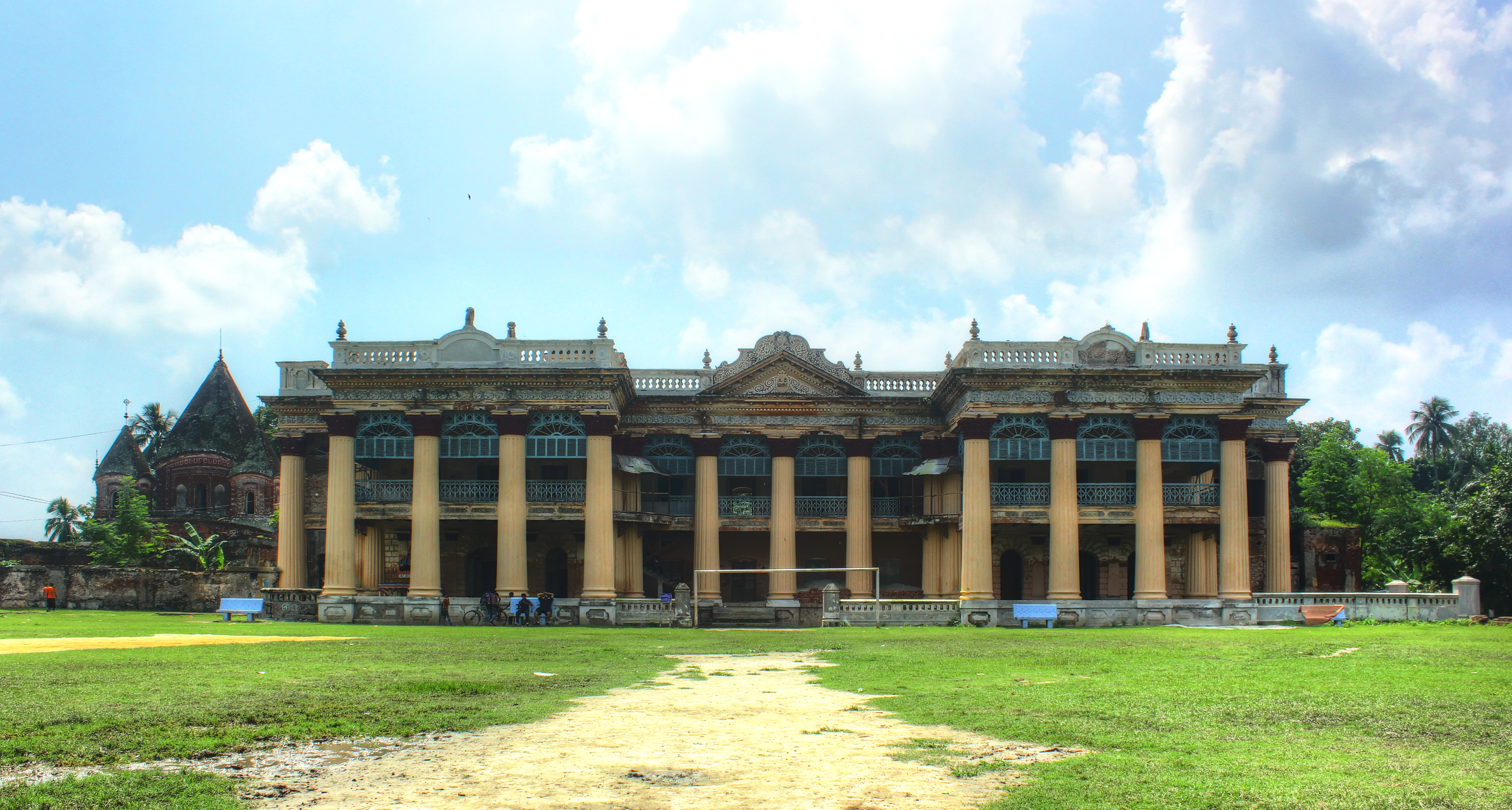
Rajbari-Palast
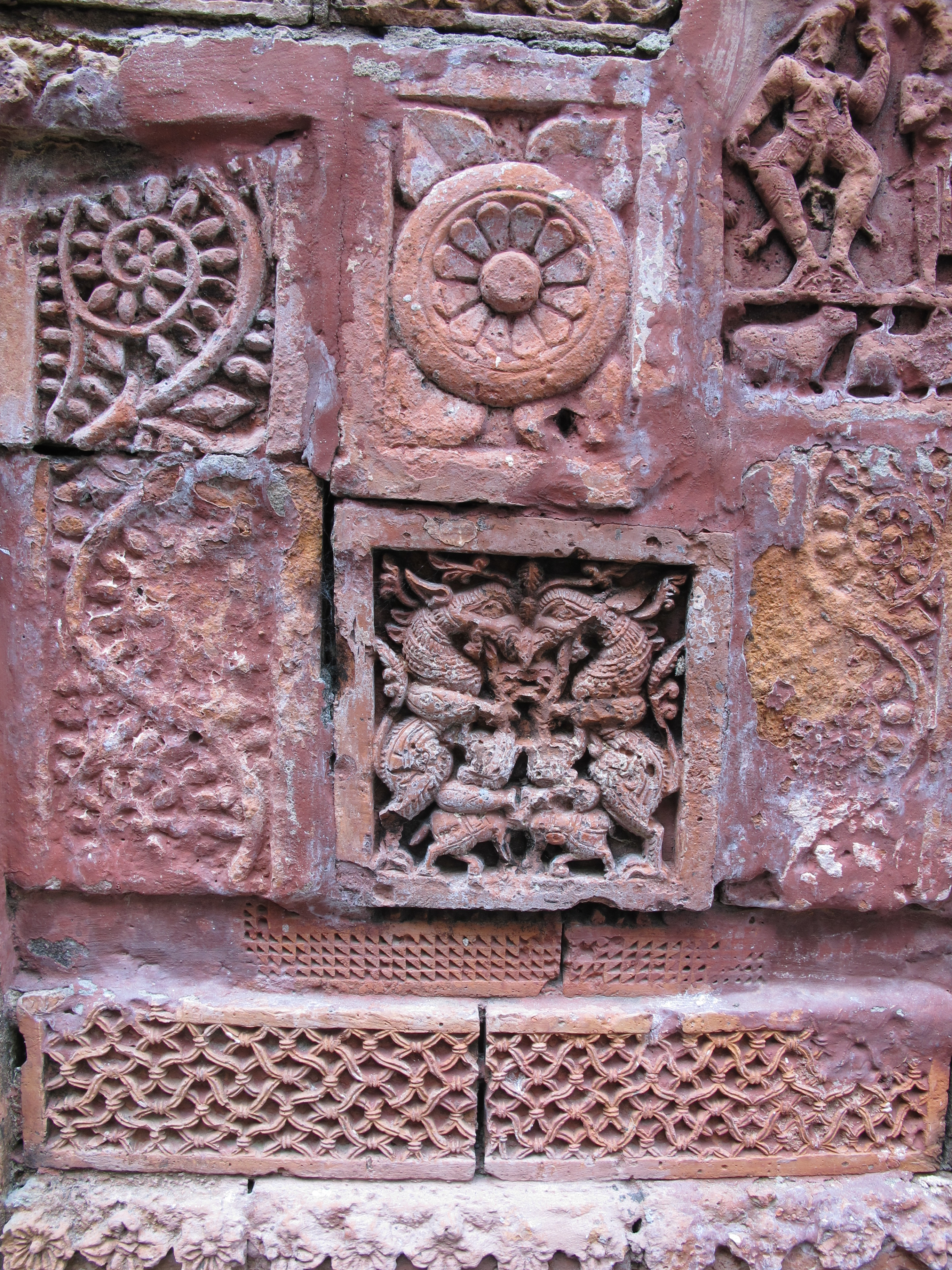
Terracotta-Reliefs am Chota Anik-Tempel
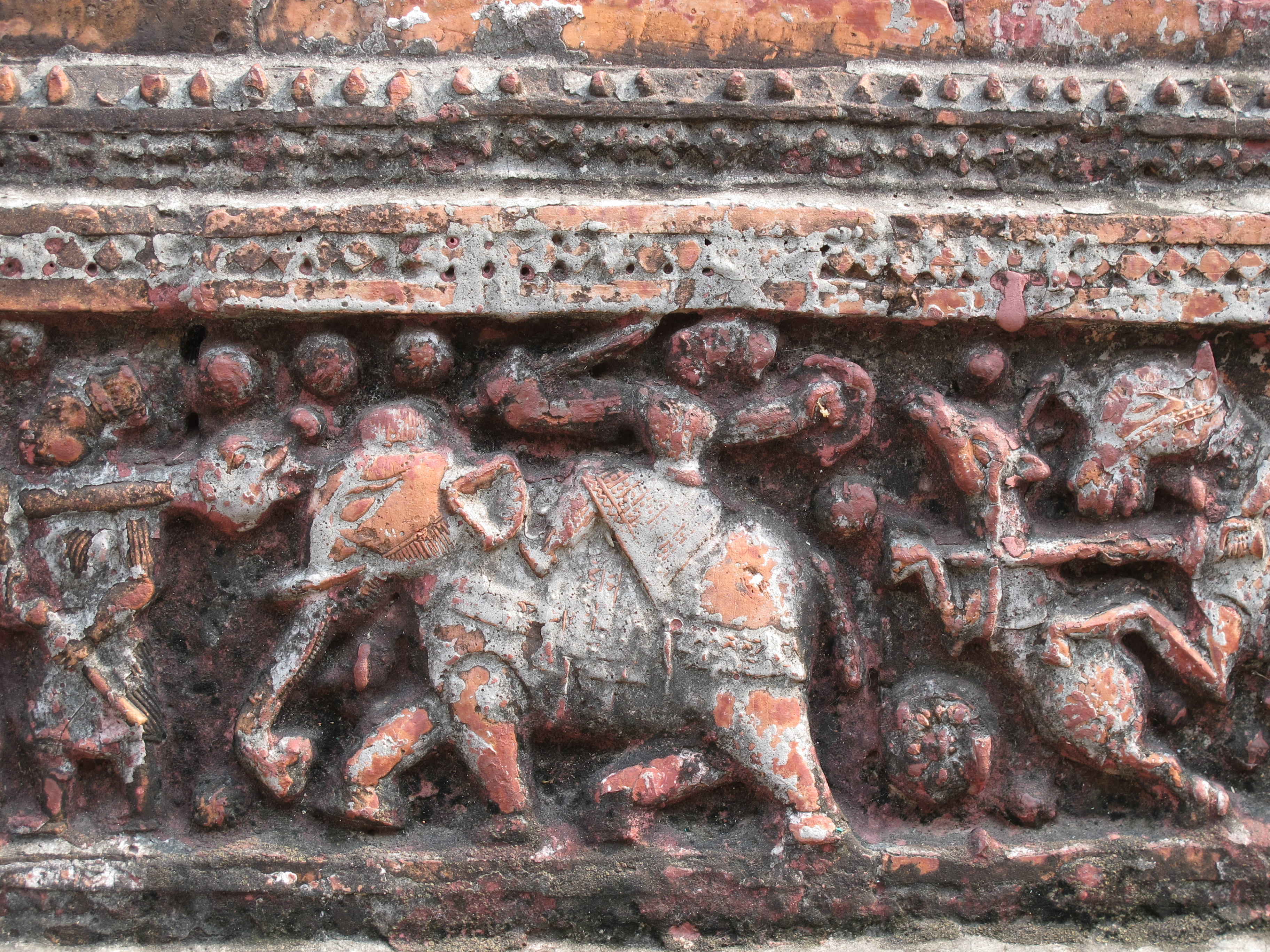
Terracotta-Reliefs am Govinda-Tempel
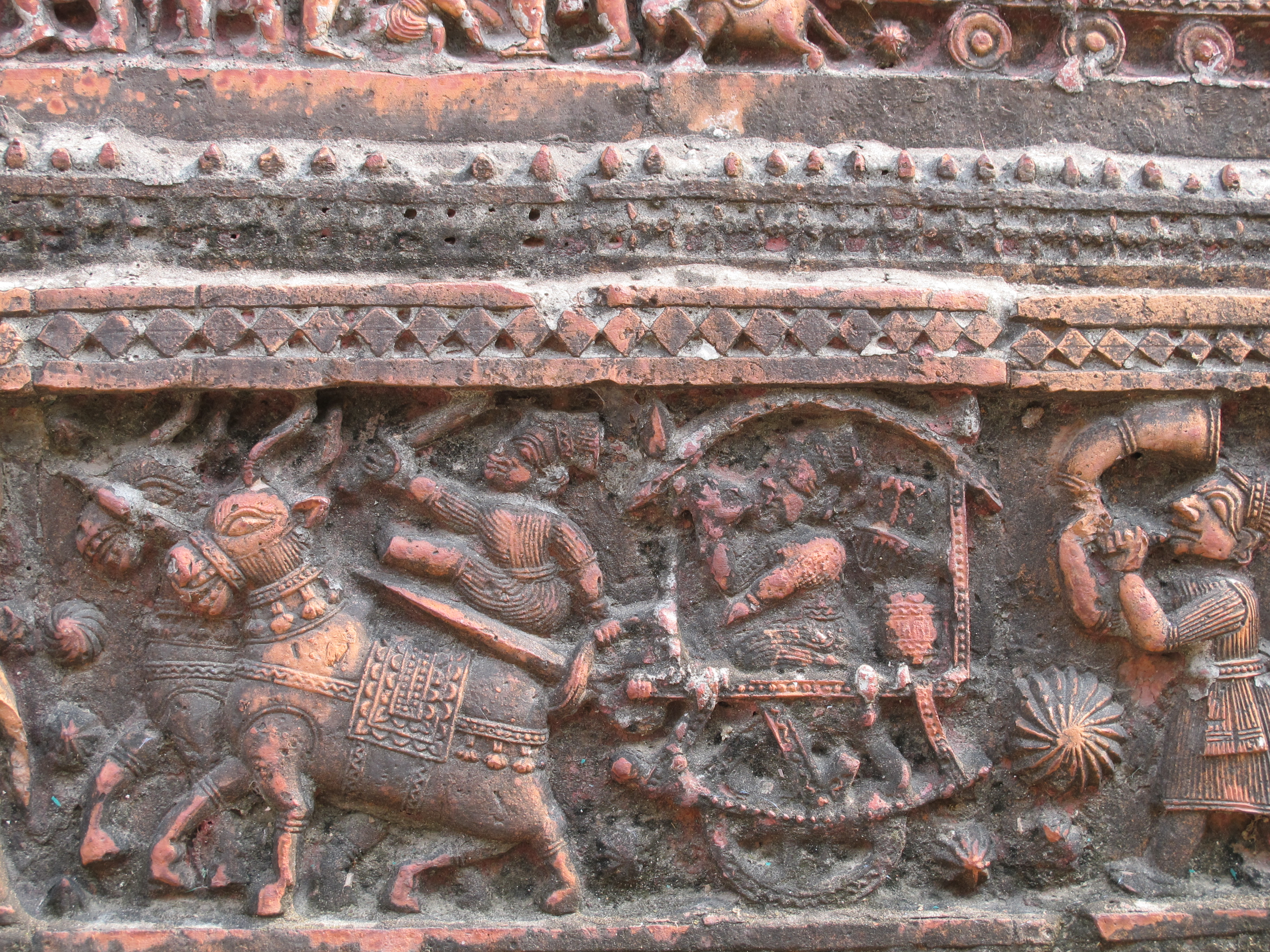
Terracotta-Reliefs am Govinda-Tempel
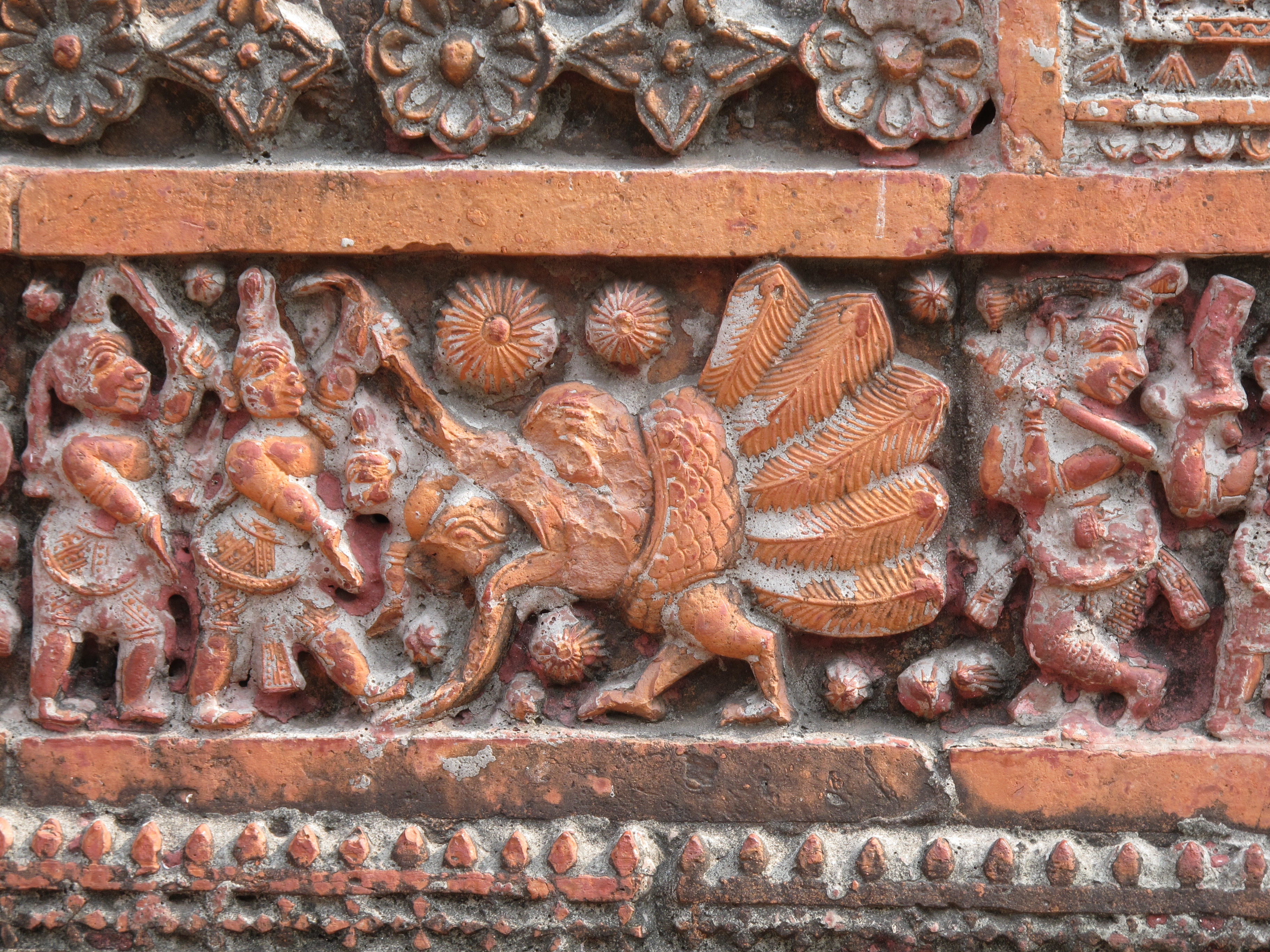
Terracotta-Reliefs am Govinda-Tempel
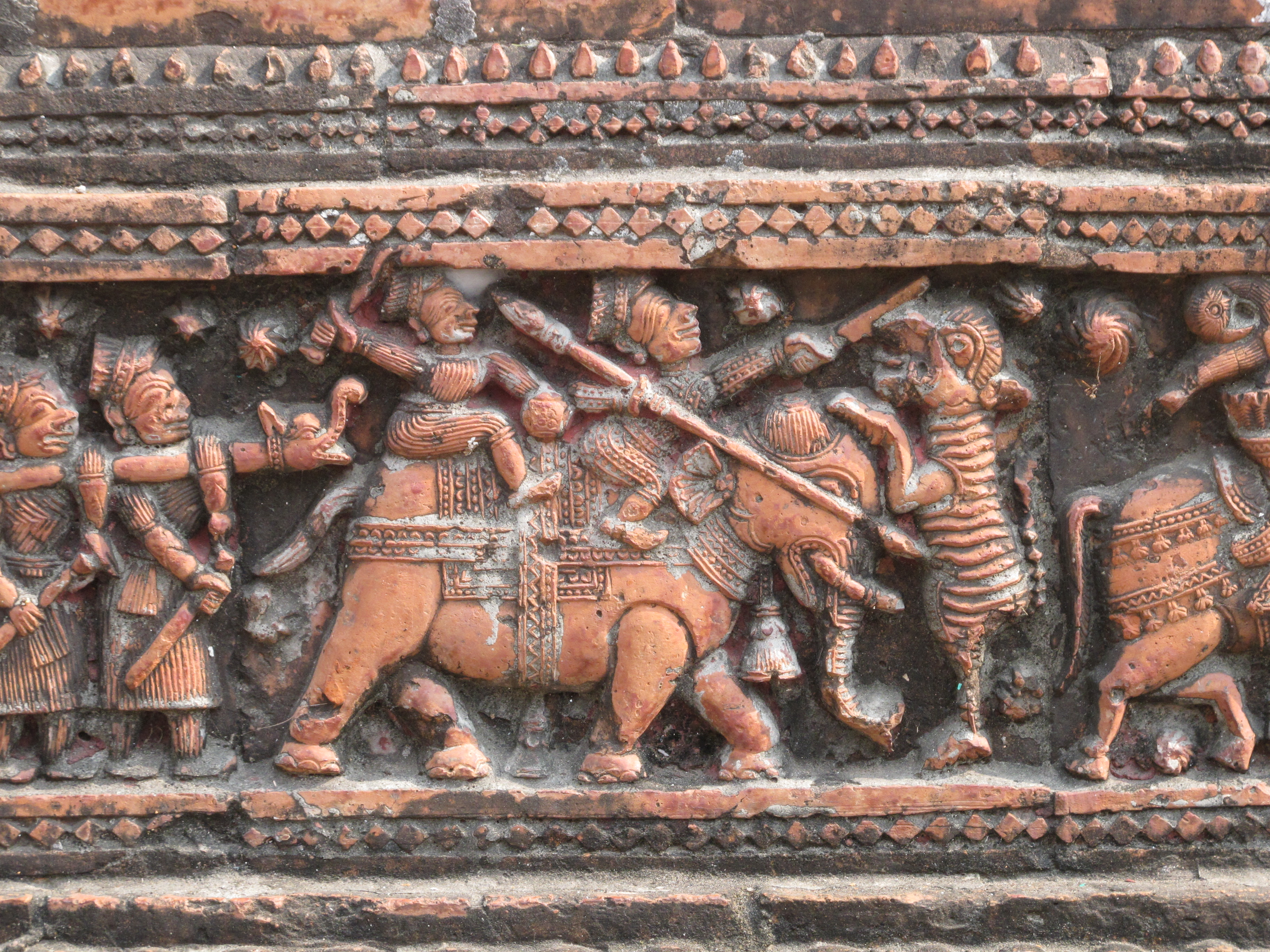
Terracotta-Reliefs am Govinda-Tempel
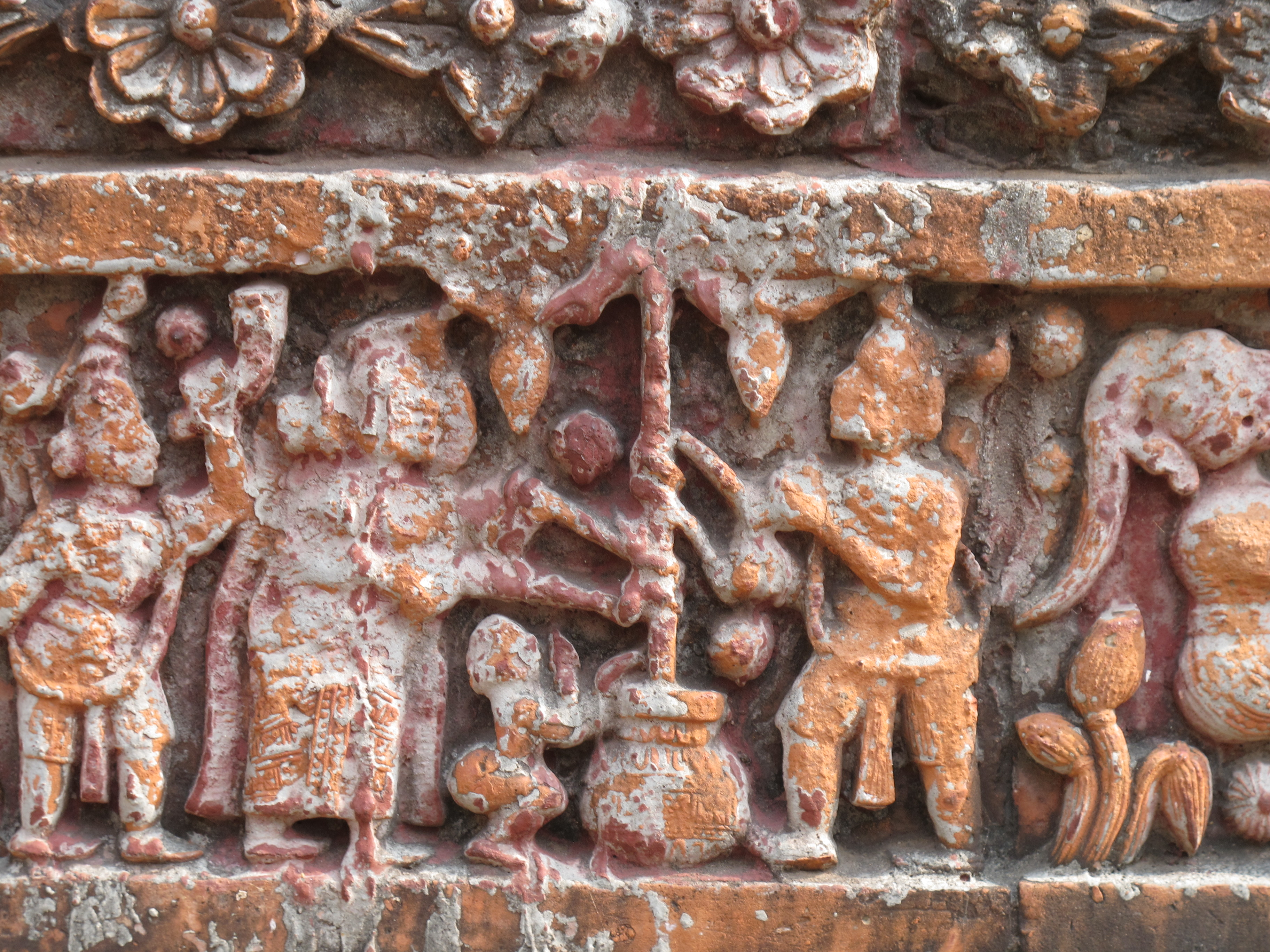
Terracotta-Reliefs am Govinda-Tempel
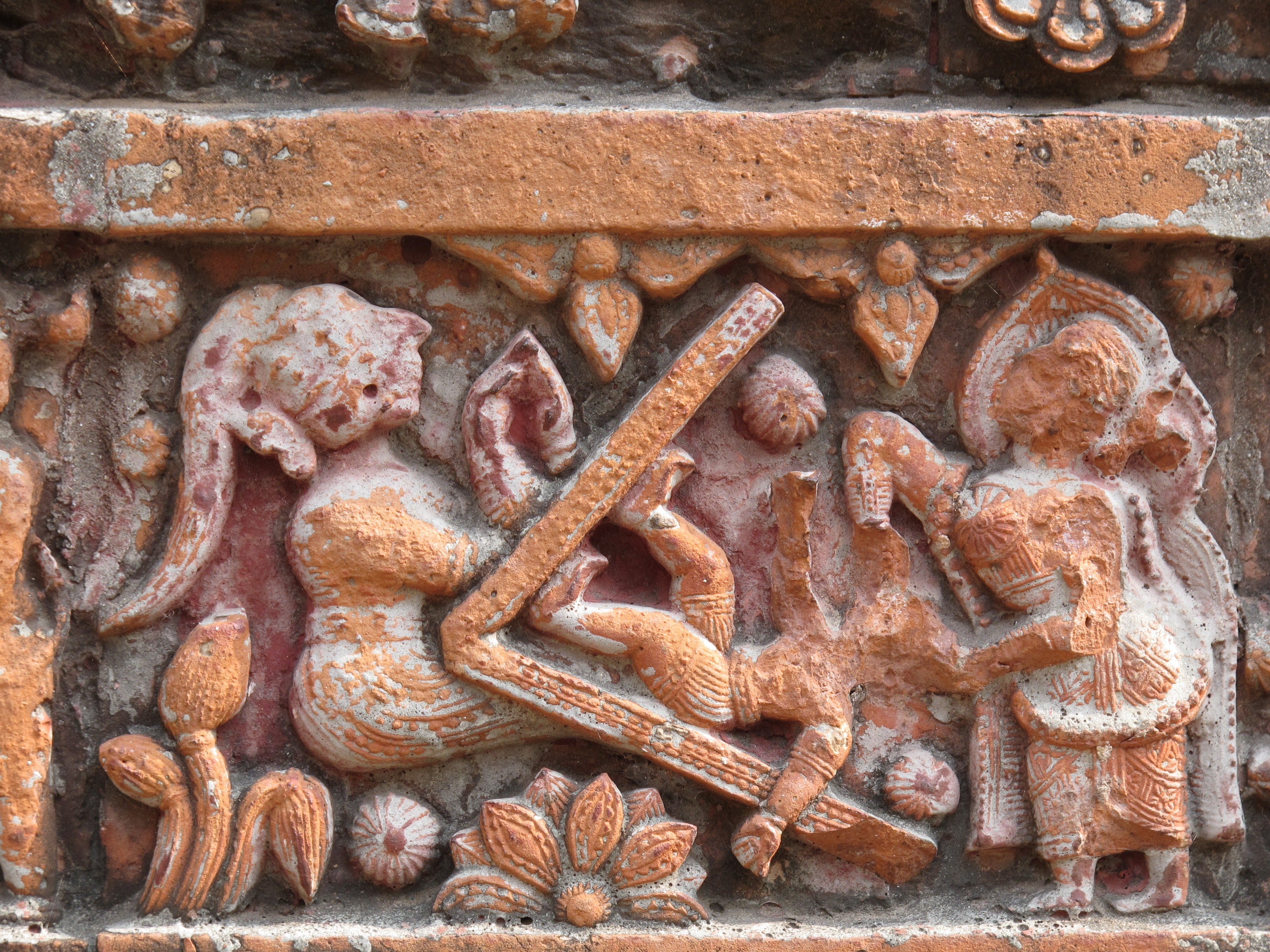
Terracotta-Reliefs am Govinda-Tempel